# Олександр Бондарев
Олександр Бондарев (нар. 27 квітня 2009, Київ, Україна) — український пілот Formula-4 у складі професійної команди Prema Racing. Пілот Академії гонщиків Williams Racing. Наймолодший Чемпіон України з картингу 2016, володар титулу Чемпіона серії WSK Super Master Series 2022, Чемпіон Європи 2023, Чемпіон кубка WSK 2024.

## Індивідуальна спортивна кар'єра в картингу
Професійно займатися картингом Олександр почав у віці 5 років, його захоплення перегонами почалося з мультика «Тачки» про Блискавку Маквіна. Уже в 7 років став наймолодшим Чемпіоном України з картингу.
У 8 років Олександр підіймався на подіуми етапів Чемпіонатів Іспанії та Португалії, у 9 — став Переможцем Кубку Центральної та Східної Європи CEE Rotax Max Challenge.
З 9 років став змагатися з найсильнішими гонщиками планети на перегонах Світової Картингової Серії WSK та на офіційних змаганнях, що проводяться Міжнародною автомобільною федерацією (FIA).

## Командна спортивна кар'єра в картингу

### Картингова команда сімейного типу
У складі картингової команди сімейного типу в 11-річному віці дебютував у 2020 році в категорії X-30 Junior, де в Чемпіонаті Італії зайняв 3 місце.
У 2021 році Олександр дебютував у категорії OK Junior, де змагаються пілоти від 12 до 14 років, він представив Україну на Чемпіонатах Європи та Світу та інших найпрестижніших змаганнях.
Зі своєю сімейною картинговою командою встиг піднятися на подіум у серії WSK, посів 2 місце на етапі WSK Euro Series у Сарно. Також за підсумками 3-х етапів FIA Karting Academy Trophy, пілот став бронзовим призером.

### Перехід до команди Ricky Flynn Motorsport
У сезоні 2022 року український пілот Бондарев приєднався до відомої британської команди Ricky Flynn Motorsport, однієї з провідних конкурентоспроможних світових команд. RFM відома своєю великою кількістю досягнень у картингу та відмінною репутацією. Одним з вихідців цієї команди є відомий гонщик Формули-1 Ландо Норріс, який у 2014 році став чемпіоном світу з картингу, а у 2019 році приєднався до McLaren у F1.
На початку сезону 2022 здобув титул чемпіона всесвітньо відомої серії картингу WSK — WSK Super Master Series. Пізніше юний гонщик посів 3 місце на першому етапі Champions of the future в Португалії.
Згодом потрапив у тяжку аварію на перегонах в Іспанії та змушений був припинити участь у змаганнях для проходження реабілітації.
Після відновлення в листопаді 2022 року картингіст повернувся на трек та завершив сезон 2-м місцем на перегонах LeCont Trophy у Валенсії.

### Аварія
Наприкінці квітня 2022 року Олександр Бондарев потрапив у тяжку аварію на одному з етапів перегонів в Іспанії. У результаті зіткнення Олександр отримав важкі травми ноги, переніс десять операцій, щоденно займався реабілітацією та був дуже мотивований повернутися на трек.
Через п'ять місяців відновлення після інциденту, картингіст взяв участь у LeCont Trophy у Валенсії та посів 2-ге місце за результатами сезону 2022.

### Перехід до команди Kart Republic
У 2023 році Олександр приєднався до професійної картингової команди Kart Republic.
У складі нової команди Kart Republic здобув 2-ге місце на перегонах третього етапу WSK Super Master Series у Сарно.
У Валенсії посів 2-є місце на першому етапі Чемпіонату Європи.
Здобув перемогу на другому етапі перегонів Champions of the future у Чехії, а також посів третє місце на четвертому етапі в Італії.
У липні 2023 року здобув титул Чемпіона Європи та став першим українцем в історії картингу, хто зумів вибороти титул Чемпіона.
Загалом у Чемпіонаті FIA Karting European Championship юний спортсмен підіймався на подіум на всіх 4-х етапах: здобув дві перемоги в Чехії та Данії, посів 2-ге місце в Іспанії та 3-тє місце в Італії.

### Перехід до команди Prema Racing
У серпні 2023 року Олександр підписав контракт з автогоночною італійською командою Prema Racing.

### Приєднання до Академії пілотів Williams Racing
У вересні 2023 року відбулася історична подія: команда Формули-1 вперше в історії підписала українця! 14-річний картингіст Олександр Бондарев приєднався до професійної гоночної академії Williams Racing.
Ставши частиною юніорської програми, Олександр отримає більше перспектив для розвитку. Він матиме повну підтримку, навчатиметься в легендарних тренерів й отримуватиме від них професійні настанови.
У жовтні 2023 року Олександр перейшов у дорослу вікову категорію OK.

## Шлях у Формулі-4
Олександр Бондарев у вересні підтвердив, що закінчив свій шлях 10-річної кар'єри у картингу. В кінці вересня він дебютував в одному з етапів F4 Italian Championship у Барселоні у складі професійної команди Prema Racing.
У 2025 році Бондарев розпочне повноцінний формульний сезон у перегонах.

## Результати виступів
| Сезон | Здобутки                                                                                               | Команда                           |
| 2016  | Наймолодший Чемпіон України з картингу                                                                 | Індивідуальна кар'єра             |
| 2016  | Переможець Rotax Max Challenge Ukraine                                                                 | Індивідуальна кар'єра             |
| 2016  | Переможець Чемпіонату України у національних класах                                                    | Індивідуальна кар'єра             |
| 2017  | Починає змагатись у Європі                                                                             | Індивідуальна кар'єра             |
| 2017  | Підіймається на подіуми Чемпіонатів Іспанії та Португалії                                              | Індивідуальна кар'єра             |
| 2017  | На Світовому Rotax Гранд Фіналі посідає 6-те місце                                                     | Індивідуальна кар'єра             |
| 2018  | Стає Переможцем Чемпіонату Центральної та Східної Європи CEE Rotax Max Challenge                       | Індивідуальна кар'єра             |
| 2019  | Учасник перегонів Світової Картингової Серії WSK у категорії Mini                                      | Індивідуальна кар'єра             |
| 2020  | Дебютує у категорії Х-30 Junior                                                                        | Картингова команда сімейного типу |
| 2020  | Здобуває 3-тє місце на Чемпіонаті Італії у класі Х30 Junior                                            | Картингова команда сімейного типу |
| 2021  | Дебютує у категорії OK-Junior                                                                          | Картингова команда сімейного типу |
| 2021  | Здобуває перший подіум у серії WSK у категорії OK-Junior — 2-ге місце на етапі WSK Euro Series у Сарно | Картингова команда сімейного типу |
| 2021  | Бере участь у Чемпіонатах Європи та Світу, що проводяться Міжнародною автомобільною Федерацією FIA     | Картингова команда сімейного типу |
| 2021  | Стає бронзовим призером FIA Karting Academy Trophy                                                     | Картингова команда сімейного типу |
| 2022  | Стає учасником відомої британської команди Ricky Flynn Motorsport                                      | Ricky Flynn Motorsport            |
| 2022  | Отримує титул Чемпіона у Світовій Картинговій Серії WSK — WSK Super Master Series                      | Ricky Flynn Motorsport            |
| 2022  | Здобуває 3-тє місце на першому етапі Champions of the Future у Португалії                              | Ricky Flynn Motorsport            |
| 2022  | Виборює 2-ге місце на перегонах LeCont Trophy у Валенсії                                               | Ricky Flynn Motorsport            |
| 2023  | Стає учасником професійної картингової команди Kart Republic                                           | Kart Republic                     |
| 2023  | Здобуває 2-ге місце на третьому етапі перегонів WSK Super Master Series у Сарно                        | Kart Republic                     |
| 2023  | Здобуває 2-ге місце на першому етапі FIA Karting European Championship у Валенсії                      | Kart Republic                     |
| 2023  | Стає переможцем перегонів другого етапу Champions of the future у Чехії                                | Kart Republic                     |
| 2023  | Здобуває 3-тє місце на четвертому етапі Champions of the Future в Італії                               | Kart Republic                     |
| 2023  | Стає переможцем перегонів на другому етапі FIA Karting European Championship у Чехії                   | Kart Republic                     |
| 2023  | Стає переможцем перегонів на третьому етапі FIA Karting European Championship у Данії                  | Kart Republic                     |
| 2023  | Здобуває 3-тє місце на четвертому етапі FIA Karting European Championship в Італії                     | Kart Republic                     |
| 2023  | Отримує титул Чемпіона Європи з картингу у категорії OK Junior                                         | Kart Republic                     |
| 2023  | Стає учасником автогоночної італійської команди Prema Racing                                           | Prema Racing                      |
| 2023  | Стає учасником гоночної академії Williams                                                              | Williams Racing Driver Academy    |
| 2023  | Переходить у дорослу вікову категорію OK                                                               | Prema Racing                      |
| 2024  | Стає переможцем кубка WSK CHAMPIONS CUP                                                                | Prema Racing                      |
| 2024  | Стає Віцечемпіоном серії WSK Super Master Series 2024                                                  | Prema Racing                      |
| 2024  | У вересні дебютує у першій гонці F4 Italian Championship у Барселоні                                   | Prema Racing                      |

## Гоночна кар'єра

### Підсумок гоночної кар'єри
| Сезон | Серія                               | Команда      | Перегони | Перемоги | Поули | Н/к | Подіуми | Очки | Місце |
| ----- | ----------------------------------- | ------------ | -------- | -------- | ----- | --- | ------- | ---- | ----- |
| 2024  | Чемпіонат Італії з Формули 4        | Prema Racing | 6        | 0        | 0     | 0   | 0       | 0    | 30    |
| 2025  | Чемпіонат Близького Сходу Формули 4 | Prema Racing | 15       | 0        | 0     | 0   | 0       | 54   | 12    |
| 2025  | Чемпіонат Італії з Формули 4        | Prema Racing | 14       | 1        | 1     | 2   | 1       | 54*  | 11*   |
| 2025  | Чемпіонат E4                        | Prema Racing | 3        | 0        | 0     | 0   | 0       | 20*  | 6*    |

*Сезон ще триває.

### Чемпіонат Італії з Формули 4
(Жирним шрифтом виділено поул-позицію; курсивом — найшвидше коло)
| Сезон | Команда      | 1         | 2      | 3        | 4        | 5        | 6     | 7        | 8        | 9         | 10         | 11         | 12      | 13       | 14       | 15      | 16       | 17       | 18       | 19       | 20         | 21       | 22     | 23     | Місце | Очки |
| ----- | ------------ | --------- | ------ | -------- | -------- | -------- | ----- | -------- | -------- | --------- | ---------- | ---------- | ------- | -------- | -------- | ------- | -------- | -------- | -------- | -------- | ---------- | -------- | ------ | ------ | ----- | ---- |
| 2024  | Prema Racing | МІЗ 1     | МІЗ 2  | МІЗ 3    | ІМО 1    | ІМО 2    | ІМО 3 | ВАЛ 1    | ВАЛ 2    | ВАЛ 3     | МУД 1      | МУД 2      | МУД 3   | ЛЕК 1    | ЛЕК 2    | ЛЕК 3   | КАТ 1 19 | КАТ 2 25 | КАТ 3 18 | МНЗ 1 11 | МНЗ 2 Схід | МНЗ 3 24 |        |        | 30    | 0    |
| 2025  | Prema Racing | МІЗ1 1 22 | МІЗ1 2 | МІЗ1 3 6 | МІЗ1 4 8 | ВАЛ 1 17 | ВАЛ 2 | ВАЛ 3 10 | ВАЛ 4 12 | МНЗ 1 33† | МНЗ 2 Схід | МНЗ 3 Схід | МУД 1 8 | МУД 2 17 | МУД 3 26 | ІМО 1 4 | ІМО 2 С  | ІМО 3 1  | ЛЕК 1    | ЛЕК 2    | ЛЕК 3      | МІЗ2 1   | МІЗ2 2 | МІЗ2 3 | 11*   | 54*  |

*Сезон ще триває.

### Чемпіонат Близького Сходу Формули 4
(Жирним шрифтом виділено поул-позицію; курсивом — найшвидше коло)
| Сезон | Команда      | 1         | 2           | 3         | 4        | 5        | 6         | 7       | 8        | 9       | 10       | 11        | 12       | 13       | 14       | 15       | Місце | Очки |
| ----- | ------------ | --------- | ----------- | --------- | -------- | -------- | --------- | ------- | -------- | ------- | -------- | --------- | -------- | -------- | -------- | -------- | ----- | ---- |
| 2025  | Prema Racing | ЯМР1 1 16 | ЯМР1 2 Схід | ЯМР1 3 11 | ЯМР2 1 8 | ЯМР2 2 7 | ЯМР2 3 10 | ДУБ 1 8 | ДУБ 2 25 | ДУБ 3 8 | ЯМР3 1 6 | ЯМР3 2 22 | ЯМР3 3 6 | ЛСЛ 1 12 | ЛСЛ 2 11 | ЛСЛ 3 22 | 12    | 54   |

*Сезон ще триває.

### Чемпіонат E4
(Жирним шрифтом виділено поул-позицію; курсивом — найшвидше коло)
| Сезон | Команда      | 1       | 2       | 3       | 4     | 5     | 6     | 7     | 8     | 9     | Місце | Очки |
| ----- | ------------ | ------- | ------- | ------- | ----- | ----- | ----- | ----- | ----- | ----- | ----- | ---- |
| 2025  | Prema Racing | ЛЕК 1 6 | ЛЕК 2 7 | ЛЕК 3 7 | МУД 1 | МУД 2 | МУД 3 | МНЗ 1 | МНЗ 2 | МНЗ 3 | 6*    | 20*  |

*Сезон ще триває.